# We Own the Night (Sophie and the Giants)
We Own the Night è un singolo della cantante britannica Sophie and the Giants, pubblicato il 19 agosto 2022.

## Descrizione
Il brano, scritto da Sophie Scott, Olivia Sebastianelli, Taneisha Jackson, Lewis Gardiner e Tom Demac, riprende sonorità dalla musica elettronica e dance music. Il significato del brano è stato descritto dalla cantante Sophie Scott:
(Sophie Scott)

## Video musicale
Il Video musicale, diretto da Roisino, è stato pubblicato in concomitanza all'uscita del brano attraverso il canale YouTube della cantante.

## Tracce
Testi e musiche di Sophie Scott, Olivia Sebastianelli, Taneisha Jackson, Lewis Gardiner e Tom Demac.
1. We Own the Night – 3:05